# Friedrich Rütten
Friedrich Rütten (* 10. März 1885 in Meiderich; † nach 1933) war ein deutscher Gewerkschafter und Politiker (Zentrum).

## Leben
Nach dem Volksschulabschluss 1899 arbeitete Rütten als Bergmann im Steinkohlenbergbau. Er betätigte sich gewerkschaftlich und war seit 1911 Bezirksleiter des Gewerkvereins christlicher Bergarbeiter Deutschlands im mitteldeutschen Bergbaurevier. Von 1914 bis 1918 nahm er als Soldat am Ersten Weltkrieg teil. Während des Krieges wurde er an der West- und Ostfront eingesetzt, 1918 schwer verwundet und mit dem Eisernen Kreuz II. Klasse ausgezeichnet.
Rütten arbeitete von 1919 bis 1932 als Redakteur für die Zeitschrift Der Bergknappe, betätigte sich in der Gewerkschaftspresse und verfasste sozialpolitische Schriften. 1932 wurde er Revierleiter des Gewerkvereins christlicher Bergarbeiter Deutschlands für Westfalen mit Sitz in Gelsenkirchen. Daneben war er Mitglied des Reichskohlenrates, Mitglied der Grubensicherheitskommission für den Oberbergamtsbezirk Dortmund, Mitglied des Verwaltungsausschusses für die bergmännischen Berufsschulen im Oberbergamtsbezirk Dortmund, Vorstandsmitglied der Bergschule Bochum und Beiratsmitglied der Versuchsgrube der Zeche Hibernia in Gelsenkirchen.
Rütten gehörte der Zentrumspartei an und war von 1932 bis 1933 Abgeordneter des Preußischen Landtages.